# Crossandra obanensis
Crossandra obanensis là một loài thực vật có hoa trong họ Ô rô. Loài này được Heine mô tả khoa học đầu tiên năm 1962.